# 2018年11月

## 11月1日
- 美国司法部长杰夫·赛辛斯在司法部记者会上宣布，将对中国政府与企业日益猖獗的“经济犯罪行为”展开全面反击，司法部因此将推出“中国行动方案”（China Initiative）[1]。
- 中國國家主席習近平應約與美國總統特朗普通電話。特朗普表示重視兩國經貿合作，習近平表示兩國經貿合作的本質是互利共贏，兩國經濟團隊應就經貿問題致力達成雙方都能接受的方案。兩人亦談到朝鮮半島局勢發展。[2]
- 聯合國大會以189-2的幾乎一致結果，第27次通過譴責美國制裁古巴的提案，僅美國和以色列投反對票，無棄權票，烏克蘭和摩爾多瓦沒投票。美國駐聯合國大使妮基·黑利指美國制裁古巴是因古巴政府剝奪人民基本人權，古巴外交部長布魯諾·羅德里格斯（英语：Bruno Rodríguez Parrilla）反指美國的禁運是「公然、大規模和系統的侵犯人權行為」。[3]
- 马来西亚国会下议院通过《第十一大马计划中期检讨报告》[4]。

## 11月2日
- 重慶市萬州公交車墜江事故，調查部門查明起因。車內監控錄像顯示一名48歲劉姓女乘客因坐過站與司機爭吵逾5分鐘，繼而出手，司機還擊後隨即出事。[5]
- 曾為塔利班創始人及多名高層擔任宗教導師，被稱為「塔利班之父」的伊斯蘭教士薩米－烏爾·哈克（英语：Maulana Sami-ul-Haq），在巴基斯坦拉瓦爾品第市的寓所內，因病臥床休息時，遭刀手刺殺身亡。數百名支持者聞訊上街示威，造成混亂。正在中國作國事訪問的巴基斯坦總理伊姆蘭·汗發聲明譴責行刺事件，稱該國失去一位重要的宗教及政治領袖。未有組織承認責任。[6][7]
- 疑似屬於伊斯蘭國的武裝分子在埃及明亞省對一輛載運科普特人的巴士開火，造成7人死亡、12人受傷[8]。

## 11月3日
- IG电子竞技俱乐部在韩国仁川举行的英雄联盟2018赛季全球总决赛上以3：0击败Fnatic，夺得冠军。这是中国大陆电竞战队在英雄联盟全球总决赛的首次夺冠。[9]

## 11月4日
- 2018年新喀里多尼亞獨立公投進行投票。[10]
- 福建泉州市泉港區發生碳九洩漏事故，凌晨時份福建東港石油化工公司在裝卸作業時，因軟管墊片老化破損，導致69.1噸碳九洩漏。（公司謊報為6.97噸。）當地漁排養殖戶損失慘重，有漁民搶救漁排時身體不適送院，更有一名漁民掉入漁排中，疑患上雙肺炎症，需送進重症監護室。當地瀰漫有毒異味，有居民出現嘔吐等癥狀。微博上相關消息遭到封鎖。[11][12]
- 西安高新技术产业开发区财政局发布声明，将对其控股的千亿资产国企——西安高新控股有限公司因人事变动引发的舆情进行调查。此事暴露出，西安高新技术产业开发区所面临的巨大的地方债黑洞，引发外界担忧。

## 11月6日
- 2018年美國中期選舉舉行，將會改選美國眾議院全部議席、逾三分之一的美國參議院議席、36個州長和州議會席次，以及其他地方公職人員選舉。這是美國總統唐納·川普就任以來的首次中期選舉。

## 11月7日
- 在2018年美國中期選舉中，民主黨在眾議院重奪多數黨位置，共和黨則保持參議院的多數席位[13][14]。
- 美国司法部长赛辛斯（Jeff Sessions）宣布應總統唐納·川普要求辭職。

## 11月8日
- 澳門保安部隊和中國人民解放軍駐澳門部隊舉行代號「靈犬」的反恐怖主義演習，歷時兩小時。

## 11月9日
- 由于加州北部和南部三场山火（英语：2018 California wildfires）异常猛烈，代理州长加文·纽森(Gavin Newsom)宣布，布尤特、文图拉和洛杉矶县全部进入紧急状态。美国总统特朗普9日发表紧急声明，宣布向加州上述3县提供联邦应急资金，帮助当地居民渡过难关。

## 11月11日
- 以色列軍人在加薩走廊南部的汗尤尼斯進行一項秘密行動時與哈瑪斯下屬的軍事組織卡桑旅交火，造成七名巴勒斯坦人與一名以色列人陣亡，另有六名巴勒斯坦人與一名以色列人受傷[15]。
- 法國航空由巴黎前往上海的116號航班，因機艙冒煙，當地時間下午在俄羅斯西伯利亞的伊爾庫茨克緊急著陸。法國航空所派出的後備客機，次日晚上在伊爾庫茨克準備起飛時，因液壓系統故障而要取消。原機乘客及機組人員在低至零下20度寒冷中滯留近三日後，當地時間14日早上由法國航空派出的第二架後備客機接載往上海。[16][17]

## 11月12日
- 哈瑪斯從加薩走廊向以色列發射了17枚火箭與超過300枚飛彈[18]，命中民宅與巴士，造成一人死亡與多人受傷，同時以色列亦出動坦克攻擊加薩走廊，造成至少三人死亡[19]。

## 11月13日
- 美國有線新聞網絡（CNN）入稟華盛頓地區法院，控告美國總統特朗普及其數名幕僚，要求立即恢復旗下首席白宮記者吉姆·阿科斯塔的採訪權，又指其他傳媒將來亦可能遭此方式打壓，造成寒蟬效應，因而需要提出反對。法官要求白宮和其他被告於當地星期三（14日）上午11點前，答复CNN提出的臨時禁制令動議[20][21]。
- 加州大學伯克利分校法學院決定將與學院緊密相聯的名字波爾特（Boalt），從學院所有團體、活動等事物的名稱中刪除，也會建議校方將學院以波爾特命名的大樓改名，因為波爾特被發現曾鼓吹排華法案，宣揚仇視美國華人言論。波爾特的遺孀曾捐贈學院以興建大樓，故此大樓以她的丈夫命名，且成為學院的非正式名字。[22]

## 11月14日
- 印度太空研究組織（ISRO）同日發射同步軌道衛星運載火箭3號（GSLV Mk III），運送重達3,423公斤之通信衛星（GSAT 29）到地球同步轉移軌道（GTO）的位置。此經驗將對預計2019年把月球飛船二號（Chandrayaan-II ）推送到月球軌道的飛行計畫，產生極大的幫助。[23]

## 11月16日
- 中國國務院總理李克強往新加坡正式訪問並出席第21次中国－东盟（10+1）领导人会议、第21次东盟与中日韩（10+3）领导人会议和第13届东亚峰会（EAS）。
- 在國際度量衡大會上，60個成員國代表一致通過重新定義公斤，不再定義為國際公斤原器的質量，改用普朗克常數定義，而安培、開爾文和摩爾也重新定義，使國際單位制七個基本單位都用物理常數定義。新定義將於2019年5月20日正式使用。[24]

## 11月17日
- 青年導演胡波處女作兼遺作《大象席地而坐》，獲得金馬獎最佳劇情長片。[25]
- 法國爆發大規模「黃背心示威」，抗議政府增加燃油稅，示威者穿上黃色反光背心，在全國二千多個地方阻塞道路。官方統計指共28萬3千人參與。薩瓦省一名女示威者被車撞斃。[26]
- 四名中國官員試圖闖入巴布亞新畿內亞外長辦公室，企圖影響草擬中的APEC峰會公報內容。當局其後召保安驅趕中方官員，事後派警員駐守辦公室外。巴國外長辦公室只稱有中方官員求見被拒，中方外交官員則指責有人造謠挑撥兩國關係[27]。

## 11月19日
- 日產汽車會長卡洛斯·戈恩在乘機抵達東京國際機場後，因涉嫌瞞報自己的收入，違反金融商品交易法的嫌疑被東京地方檢察廳特別搜查部帶走調查[28]。
- 法國德龍省瓦朗斯門市一個「黃背心」的路障導致交通意外，清晨7時30分一部電單車從左旁越過路障後的車龍時，被車龍中轉彎駛出的一輛小型客貨車撞倒。37歲電單車司機次日下午不治，是「黃背心」示威的第二名死者。[29]

## 11月20日
- 法國留尼旺「黃背心」示威演變成暴力騷亂，有青年糾黨搶掠商店及超市，焚燒汽車及雜物，又阻礙消防救援。受到示威者路障堵塞影響，道路交通癱瘓，居民無法出行，市面形同死城，商店關門，公共交通19日起停運，學校20日起停課。當地政府稱恢復交通自由為首要任務，向巴黎請求增援警力，並宣佈一半市鎮自20日夜晚起連續三晚宵禁，以便執法人員執行治安任務，羅蘭加洛斯機場也會在晚上關閉。[30]
- 中國中央電視台駐英國記者孔琳琳，早前在英國保守黨年會的一場「港獨」研討會上，被一個來自香港的學生義工推搡後掌摑對方，其後被英國警方控告普通襲擊罪名，英國檢察當局認為證據不足，在開庭前撤訴。對於警方的起訴，央視表示該學生惡人先告狀，企圖混淆視聽，並支持孔琳琳保留反訴對方權利。[31]

## 11月21日
- 科學期刊《自然》同日刊登，美國麻省理工學院研發團隊利用電子空氣動力「離子風（ionic wind）」推動1架翼展5公尺的飛機，並以（4.8公尺/秒）的速率飛行，計達55公尺之遠，此發明構思，已打破歷史常態上，運用螺旋槳或渦扇發動機飛行的紀錄。[32]

## 11月23日
- 中國駐巴基斯坦卡拉奇總領事館遭到自殺式恐怖襲擊，三名槍手坐着滿載手榴彈的電單車，嘗試闖入總領事館時，與大門外守衛激烈交火，現場發生爆炸，至少兩名警員殉職，三名襲擊者全數被擊斃，兩名前往申請中國簽證的平民被殺。總領事館內人員其後被轉移至安全地點。俾路支省分離組織俾路支解放軍承認責任。巴基斯坦總理伊姆蘭·汗譴責襲擊是破壞巴國與中國戰略合作的「陰謀」，下令調查事件。[33][34]
- 巴基斯坦西北部開伯爾-普赫圖赫瓦省卡拉亞（英语：Kalaya）鎮一個大型市場發生爆炸案，造成至少35人死，56人傷，伊斯蘭國坦承犯案。這次爆炸事件在中國總領事館遇襲後不久發生。巴基斯坦總理譴責襲擊。[35]

## 11月24日
- 中華民國九合一選舉進行投票。[36]
- 國際展覽局宣佈，日本大阪取得2025年世界博覽會主辦權。是日本繼時隔20年及大阪時隔55年後再次主辦世博。
- 現任中華民國總統蔡英文因2018年九合一大選敗選，宣布辭去民主進步黨主席職務[37]。
- 法國「黃背心」示威發動「第二幕」（Acte 2）行動，全國各地有八萬多示威者。巴黎有八千人示威，在香榭麗舍大道與警察發生暴力衝突，國家警察部隊用催淚彈、煙霧彈和水炮驅趕嘗試衝到協和廣場的示威者。法國政府斥責在巴黎的示威被極右派操控變得極端化，滲入煽動份子。[38][39]

## 11月25日
- 香港立法會九龍西地方選區補選進行投票，陳凱欣當選。[40]
- 俄羅斯在克里米亚半岛外，向烏克蘭三艘海军军舰开火和扣留了这三艘军舰。随后乌克兰决定实施60天战时状态[41][42]。
- 伊拉克与伊朗的边境地区发生6.3级地震，造成1人死亡，761人受伤[43]。

## 11月26日
- 据报来自中國深圳的南方科技大学副教授贺建奎，在第二届国际人类基因组编辑峰会召开前一日突然宣布，一对名为露露和娜娜的基因编辑婴儿已经于11月在中国健康诞生，消息发出后引发全球学界震动[44]。

## 11月28日
- 南韓《朝鮮日報》報導說明，預計2021年發射的純韓國自製火箭「NOORI號」，同日進行的300秒內試射測試（實測值151秒），發射成功，此代表火箭其核心部件與引擎的性能合格。[45][46]
- 新西蘭政府通訊安全局以國家安全為理由，決定禁止當地其中一家最大網絡供應商Spark使用中國華為的5G設備，並形容使用華為設備將會導致「嚴重國家安全風險」，是繼澳洲之後再有國家以安全理由禁用華為設備[47]。
- 菲律賓保和省邦勞市的保和-邦勞國際機場正式啟用。

## 11月29日
- 印度太空研究組織（ISRO）同日成功發射「C43極軌衛星運載火箭（PSLV- C43）」，運載了8國計31顆衛星升空[48]。

## 11月30日
- 法國東南部沃克呂茲省民眾不滿「黃背心」示威者阻塞道路，妨礙居民生活，影響小商戶生計，又不滿執法部門和省政府對「黃背心」態度被動，於是在網上組織「紅領巾」（foulards rouges）反抗「黃背心」，團結所有因「黃背心」示威蒙受損害的民眾。「紅領巾」運動在面書上宣言：「既然省長和執法者不想法治受到尊重，就由『紅領巾』公民運動來代替，不用暴力，但有決心。」組織者謂：「凡是厭惡『黃背心』用無政府主義方法剝奪其他公民的自由，並破壞脆弱的小企業的經濟的人，加入『紅領巾』來告訴他們不，全法國都不接受他們的極權主義方法！我們希望恢復法治，省長終於做他的工作並清除路障！」[49]
- 美國阿拉斯加州安克雷奇發生地震。[50]